# Eenheidscirkel

Eenheidscirkel

Eenheidscirkel met de belangrijkste punten

In de wiskunde is een eenheidscirkel of goniometrische cirkel een cirkel in het {\displaystyle xy}-vlak om de oorsprong (0,0), waarvan de straal de waarde 1 heeft. De eenheidscirkel wordt onder andere gebruikt bij de definitie van de sinus en cosinus.
De punten {\displaystyle (x,y)} op de eenheidscirkel voldoen aan de vergelijking:
{\displaystyle x^{2}+y^{2}=1}
Voor de coördinaten geldt:
{\displaystyle x=\cos(t)}
{\displaystyle y=\sin(t)}
waarin {\displaystyle t} de hoek is tussen de voerstraal en de positieve {\displaystyle x}-as.
Omdat de eenheidscirkel een straal 1 heeft, is de omtrek ervan 2{\displaystyle \pi }. Deze omtrek is ook de periode van de sinus en de cosinus. 

Eenheidscirkel met alle goniometrische functies